# Gustaf Berggren (militär)
Gustaf Berggren, född den 12 februari 1884 i Halmstad, död den 5 oktober 1978 i Lund, var en svensk militär.
Berggren blev underlöjtnant vid Hallands regemente 1904 och löjtnant där 1909. Han genomgick krigshögskolan 1913, bedrev ryska språkstudier 1913–1914 och var aspirant vid generalstaben 1914–1917. Berggren befordrades till kapten 1918 och major 1926. Han var militärattaché vid beskickningarna i Berlin och Moskva 1928–1933. Berggren blev överstelöjtnant i generalstaben 1930 och vid Hallands regemente 1933. Han var överste och chef för Södermanlands regemente 1935–1942 och chef för försvarsstabens utrikesavdelning 1942–1943. Berggren tjänstgjorde i försvarets centrala organisationskommitté 1944–1949. Han blev riddare av Svärdsorden 1925 och av Vasaorden 1932, kommendör av andra klassen av Svärdsorden 1938 och kommendör av första klassen 1941. Berggren skrev uppsatser i och deltog i redigeringen av Sveriges kartläggning (1922), Kungliga Hallands regementes historia (1924) och Ryssland i krig (1944, huvudförfattare under pseudonymen Sven Herman Kjellberg).